# Live at Slane Castle
Live at Slane Castle е видео компилация на американската рок група Ред Хот Чили Пепърс. Издадена е през 2003 съдържа кадри от концерта на групата в Слейн Кесъл, Ирландия на 23 август 2003. Видеото съдържа почти целия концерт с изключение на песента Soul to Squeeze при изпълнението на която Джон Фрушанте къса струна.